# Пашаева, Наргиз Ариф кызы
Наргиз Ариф кызы Пашаева (азерб. Nərgiz Arif qızı Paşayeva; род. 13 декабря 1962, Баку) — доктор филологических наук, профессор, Ректор Бакинского филиала Московского государственного университета имени М. В. Ломоносова, вице-президент Национальной академии наук Азербайджана, действительный член НАНА (2 мая 2017), сопредседатель «Англо-азербайджанского благотворительного общества», руководитель Научного центра Азербайджана и Кавказоведения имени Низами Гянджеви Оксфордского университета. Заслуженный деятель науки Азербайджана (2009).

## Биография
Наргиз Пашаева родилась 13 декабря 1962 года в городе Баку. Отец — Ариф Мир-Джалал оглы Пашаев. Мать — Аида Насир кызы Имангулиева.
Родная сестра Наргиз Пашаевой — Мехрибан Алиева, государственный, политический и общественный деятель, первый вице-президент Азербайджана.
В 1968—1978 годах училась в средней специальной музыкальной школе имени Бюльбюля.
В 1978 году поступила на очное отделение филологического факультета Азербайджанского государственного университета и в 1983 году окончила его с отличием.
В 1983 году поступила на очное отделение аспирантуры и досрочно завершила диссертацию на тему «Новаторство М. А. Сабира» и успешно защитила её.
23 сентября 1987 года получила учёную степень кандидата филологических наук.
С марта 1987 года работала на кафедре «История азербайджанской литературы» филологического факультета Бакинского государственного университета в должности ассистента, преподавателя, старшего преподавателя, доцента. С 1994 по 2008 год заведовала кафедрой «Язык и литература» Бакинской музыкальной академии.
В 2004 году успешно защитила докторскую диссертацию «Художественно-эстетический дар человека в современной азербайджанской литературе (на основе творчества народного писателя Эльчина)».
11 февраля 2005 года получила учёную степень доктора филологических наук, а 30 марта 2005 года — учёное звание профессора.
В 2006-2008 годах работала на должности проректора по международным связям Бакинского государственного университета.
С 2007 года является членом Союза писателей Азербайджана.
23 июня 2008 года распоряжением Президента Азербайджанской Республики Ильхама Алиева № 2886 назначена ректором Бакинского филиала Московского государственного университета имени М. В. Ломоносова.
С октября 2009 года заведует кафедрой «Классическая азербайджанская литература» Бакинского государственного университета.
30 июня 2014 года избрана член-корреспондентом НАНА.
2 мая 2017 года избрана действительным членом НАНА.
8 июня 2018 года избрана вице-президентом НАНА.
27 февраля 2019 года Наргиз Пашаева по представлению академика В. Садовничего была избрана академиком (иностранным членом) Российской академии образования.
Наргиз Пашаева замужем, супруг известный художник Алтай Садыхзаде. Имеет двух дочерей, Аиду (10 января 1982 г.р.) и Ульвию (13 января 1985 г.р.)

## Деятельность
В 2012 году Наргиз Пашаева выступила с докладом в зале «Черчилля» Палаты общин Великобритании. В 2013 году выступила с докладом «творчество и научное наследие Низами Гянджеви» в Оксфордском университете Великобритании. По инициативе Наргиз были переиздан журнал «Молла Насреддин», подготовлены и изданы книга «Воспоминания Самеда Вургуна», каталог «Народные инструменты Азербайджана».
В качестве инициатора создания «Азербайджанского и Кавказоведческого научного центра имени Низами Гянджеви при Оксфордском университете» в 2013 году она подписала меморандум в департаменте Востоковедения Оксфордского университета.
Является членом правления благотворительного фонда «Друзья азербайджанской культуры».
С 2006 года является создателем и художественным руководителем творческой сцены «ÜNS».
С 2007 года является сопредседателем «Англо-азербайджанского благотворительного общества».
Наргиз Пашаева является автором либретто оперы «Карабах-наме».

## Награды
- Золотая медаль «Театральный деятель»[азерб.] (2007, Союз театральных деятелей Азербайджана).
- Знак «За заслуги в дружбе» (18 ноября 2008 года, Российский центр международного научного и культурного сотрудничества при Министерстве иностранных дел Российской Федерации) — за заслуги в российско-азербайджанских отношениях дружбы и сотрудничества[7].
- Заслуженный деятель науки Азербайджана (30 октября 2009 года) — за заслуги в развитии образования и науки в Азербайджане[8].
- Медаль «За разнообразие культур» (апрель 2011 года, ЮНЕСКО) — за заслуги в области культуры.
- Орден Дружбы (20 апреля 2011 года, Россия) — за большой вклад в развитие российско-азербайджанских культурных связей и популяризацию русского искусства за рубежом[9][10].
- Командорский крест ордена Заслуг (11 марта 2012 года, Венгрия).
- Золотой орден «Европейской экономической палаты торговли, коммерции и промышленности» («European Chamber of Trade, Commerce and İsndustry — EEİG») (2012 год)[11].
- Офицер орден Академических пальм (2013 год, Франция) — за плодотворную деятельность в развитии сотрудничества Азербайджана и Франции[12].
- Диплом почётного профессора Московского государственного университета (26 января 2015 года).
- Диплом Академии наук Молдовы (2015)[13].
- Золотая медаль имени Низами Гянджеви Национальной академии наук Азербайджана (19 апреля 2017 года) — за исключительные заслуги в создании и обеспечении эффективной деятельности Азербайджанского и Кавказоведческого научного центра имени Низами Гянджеви в Оксфордском университете, являющегося международным проектом в области науки и образования в Азербайджане в годы независимости[14].
- Золотая медаль имени Низами (2017 год, Национальная академия наук Азербайджана)[15].
- Межгосударственная премия СНГ «Звёзды Содружества» (2017)[16].
- Орден «Слава» (25 ноября 2019 года) — по случаю 100-летия Бакинского государственного университета и за заслуги в развитии образования и науки в Азербайджане[17][18].
- Орден «Честь» (13 декабря 2022 года) — за большие заслуги в развитии науки и образования в Азербайджанской Республике[19].